# 卡斯蒂永德巴
卡斯蒂永德巴（法語：Castillon-Debats）是法国热尔省的一个市镇，属于欧什区（Auch）和费藏萨克县（Fezensac）。该市镇总面积35.05平方公里，2009年时的人口为325人。

## 人口
卡斯蒂永德巴人口变化图示